# مزرعة الفقيه
بيت الفقيه هي إحدى القرى اللبنانية من قرى قضاء الهرمل في محافظة بعلبك الهرمل.

## الموقع
تقع بيت الفقيه شمال شرقي لبنان، وهي امتداد جغرافي لجرود الهرمل.
تقع جنوب مدينة الهرمل، ويحدها شرقا الزويتيني، ويحدها جنوبا مراح ياسين ووادي الكرم.
ترتفع بيت الفقيه 1020 متر عن مستوى سطح البحر وتبعد عن العاصمة بيروت 140 كلم، صغيرة المساحة اجمالا.

## السكان
عدد سكان بيت الفقيه حوالي ٣٠٠ نسمة تقريبا، بينهم ١٢٠ ناخبا. جميعهم يقيمون خارجها بسبب عدم وصول الخدمات والبنى التحتية إليها ويتوزعون بين الهرمل والضاحية الجنوبية.
عائلاتها تقتصر فقط على آل الفقيه ٣٠٠ نسمة. بالإضافة إلى آل الفقيه في الشواغير الفوقا والتحتا الذين نقلوا نفوسهم بمجموع ٦٠٠ نسمة.

بسبب صغرها لا يحق لها مجلس بلدي. وفيها مجلس الاختياري مؤلف: قاسم فقيه/علي فقيه.

## التسمية
تعود نشئت قرية «بيت الفقيه» إلى أكثر من 100 سنة حيث انتقلت آل الفقيه من بلدتهم علي النهري واقاموا قرب الهرمل في جرد صغير وتكاثر واسسوا قرية سميت باسمهم «بيت الفقيه» نسب لأسم العائلة الفقيه وهناك الكثير من البلدات المسماة بأسم العائلات «بيت مشيك /بيت سجد /بيت الطشم»...

## اعلامها وشهدائها
من شهدائها:
-الشهيد الرقيب عباس فقيه
-الشهيد العريف مصطفى فقيه
من اعلامها:
ركان فقيه: صحافي ورئيس هيئة الاساتذة المتقاعدين.
قاسم فقيه: مختار البلدة، الذي يسعى جاهدا لخدمتها، يعرف بحبه وعطائه لابناء البلدة.

## وصلات خارجية
1. ↑  الانتخابات الاختيارية -الهرمل